# Заводчица
«Заводчица» (дат. Breeder) — датский фильм ужасов 2020 года. Режиссёр Йенс Даль.

## Сюжет
Известная компания по производству пищевых добавок, которой руководит жестокая бизнесвумен, похищает девушек в рамках эксперимента по биохакингу ДНК новорожденных с целью обратить вспять процесс старения. Главная героиня Миа подвергается пыткам в подземном медицинском учреждении.

## Отзывы
В заметке Variety фильм назван неприятным, не слишком остроумным оправданием привычных издевательств над пленными женщинами под видом предостерегающего триллера. В On: Yorkshire Magazine «Заводчица» сравнивается с «Хостелом» и датским же фильмом «Финал» (дат. Finale; англ. The Ringmaster; 2018).